# Collapse OS
Collapse OS — любительская операционная система, основной задачей создания которой является запуск на любом аппаратном обеспечении, в том числе с ограниченными возможностями, без установки канала связи или доступа к сети Интернет.
Разработчик — канадский программист Виржиль Дюпра. Первый выпуск имеет открытый исходный код в шесть тысяч строк, дистрибутив занимает меньше полутора мегабайт. Для проверки осуществлён запуск системы на процессорах z80 1970-х годов и игровой приставке Sega Genesis.